# Charles-Antoine Hourier-Eloy
Charles-Antoine Hourier-Eloy, né le 10 juin 1753 à Mailly (Somme) mort le 25 janvier 1849 à Mailly, est un homme politique français.

## Biographie
En septembre 1792, Charles-Antoine Hourier-Eloy est élu député du département de la Somme, le septième sur treize, à la Convention nationale.
Il siège sur les bancs de la Plaine. Lors du procès de Louis XVI, il vote la mort et rejette l'appel au peuple et le sursis à l'exécution. En avril 1793, il est absent lors du scrutin sur la mise en accusation de Jean-Paul Marat. En mai, il est à également absent lors du scrutin sur le rétablissement de la Commission des Douze. En brumaire an III (octobre 1794), il est élu membre de la Commission des Vingt-et-Un chargée d'examiner la conduite de Jean-Baptiste Carrier (député du Cantal), accusé d'avoir provoqué des fusillades et des noyades durant sa mission à Nantes. En pluviôse an III (février 1795), il est envoyé en mission dans le département de l'Aisne afin de afin d'assurer la libre circulation des subsistances.
Élu, le 4 brumaire an IV, par ses collègues de la Convention, membre du Conseil des Cinq-Cents, il fit adopter, la même année, un projet déterminant le prix du papier timbré, et devint, en l'an V, secrétaire de l'assemblée, d'où il sortit l'année d'après, pour être nommé administrateur de la régie de l'enregistrement et des domaines. Il devint (3e jour complémentaire de l'an X) administrateur du Prytanée français.

## Sources
1. ↑  Ducom, André Jean (1861-1923), Lataste, Lodoïs (1842-1923) et Pionnier, Constant (1857-1924), « Archives parlementaires de 1787 à 1860, Première série, tome 52, Liste des députés par départements » , sur www.gallica.bnf.fr, 1897-1913 (consulté le 26 septembre 2024)
2. ↑  Froullé, Jacques-François (≈1734-1794), « Liste comparative des cinq appels nominaux. Faits dans les séances des 15, 16, 17, 18 et 19 janvier 1793, sur le procès et le jugement de Louis XVI [...] » , sur www.gallica.bnf.fr, 1793 (consulté le 26 septembre 2024)
3. ↑  Ducom, André Jean (1861-1923),  Lataste, Lodoïs (1842-1923) et Pionnier, Constant (1857-1924), « Archives parlementaires de 1787 à 1860, Première série, tome 62, séance du 13 avril 1793 » , sur www.gallica.bnf.fr, 1897-1913 (consulté le 26 septembre 2024)
4. ↑  Ducom, André Jean (1861-1923), Lataste, Lodoïs (1842-1923) et Pionnier, Constant (1857-1924), « Archives parlementaires de 1787 à 1860, Première série, tome 65, séance du 28 mai 1793 » , sur www.gallica.bnf.fr, 1897-1913 (consulté le 26 septembre 2024)
5. ↑  Aulard, François-Alphonse (1849-1928), « Recueil des actes du Comité de salut public, avec la correspondance officielle des représentants en mission et le registre du conseil exécutif provisoire. Tome 20 » , sur www.gallica.bnf.fr, 1889-1951 (consulté le 26 septembre 2024)

- « Charles-Antoine Hourier-Eloy », dans Adolphe Robert et Gaston Cougny, Dictionnaire des parlementaires français, Edgar Bourloton, 1889-1891 [détail de l’édition]